# Mistrzostwa Polski w Podnoszeniu Ciężarów Mężczyzn 2004
Mistrzostwa Polski w Podnoszeniu Ciężarów Mężczyzn 2004 – 74. edycja mistrzostw, która odbyła się w Ciechanowie w dniach 25–26 czerwca 2004 roku. 

## Wyniki
| Konkurencja: | Złoto:                               | Wynik             | Srebro:                             | Wynik             | Brąz:                                 | Wynik             |
| 56 kg        | Marcin Makarski Budowlani Opole      | 240 (105+135)     | Sławomir Ruszczyk Okęcie Warszawa   | 207,5 (87,5+120)  | Bartosz Pindel Zawisza Bydgoszcz      | 200 (90+110)      |
| 62 kg        | Marek Gorzelniak Śląsk Wrocław       | 262,5 (117,5+145) | Sebastian Żukowski Iskra Piotrowice | 250 (110+140)     | Piotr Taczalski WLKS Siedlce          | 220 (100+120)     |
| 69 kg        | Wojciech Natusiewicz Okęcie Warszawa | 314 (135+179)     | Marcin Gruszka Burza Wrocław        | 287,5 (132,5+155) | Tomasz Urbański RKS Radomsko          | 275 (120+155)     |
| 77 kg        | Krzysztof Szramiak Budowlani Opole   | 335 (155+180)     | Dominik Dyderski Flota Gdynia       | 322,5 (147,5+175) | Sebastian Waga AZS-AWF Biała Podlaska | 302,5 (142,5+160) |
| 85 kg        | Sebastian Pawlikowski HKS Szopienice | 337,5 (150+187,5) | Leszek Barwiński Flota Gdynia       | 317,5 (142,5+175) | Waldemar Jakubic Wisła Puławy         | 310 (140+180)     |
| 94 kg        | Bartłomiej Bonk Budowlani Opole      | 377,5 (167,5+210) | Tadeusz Drzazga Mazovia Ciechanów   | 365 (155+200)     | Ireneusz Chełmowski Zawisza Bydgoszcz | 357,5 (155+202,5) |
| 105 kg       | Robert Dołęga Start Otwock           | 407,5 (180+227,5) | Arkadiusz Białek Start Otwock       | 390 (175+215)     | Adam Kraska Śląsk Wrocław             | 382,5 (172,5+210) |
| +105 kg      | Paweł Najdek Okęcie Warszawa         | 430 (187,5+242,5) | Marcin Dołęga WLKS Siedlce          | 427,5 (200+227,5) | Grzegorz Kleszcz Start Otwock         | 422,5 (192,5+230) |